# Phoxocephalus holbolli
Phoxocephalus holbolli är en kräftdjursart som först beskrevs av Henrik Nikolai Krøyer 1842.  Phoxocephalus holbolli ingår i släktet Phoxocephalus och familjen Phoxocephalidae. Arten är reproducerande i Sverige. Inga underarter finns listade i Catalogue of Life.